# قصعين أحمر الأزهار
قصعين أحمر الأزهار (الاسم العلمي:Salvia rubriflora) هو نوع من النباتات يتبع جنس القصعين من الفصيلة الشفوية.